# Skeatia infernalis
Skeatia infernalis är en stekelart som först beskrevs av Cameron 1897.  Skeatia infernalis ingår i släktet Skeatia och familjen brokparasitsteklar. Inga underarter finns listade i Catalogue of Life.